# Mashable

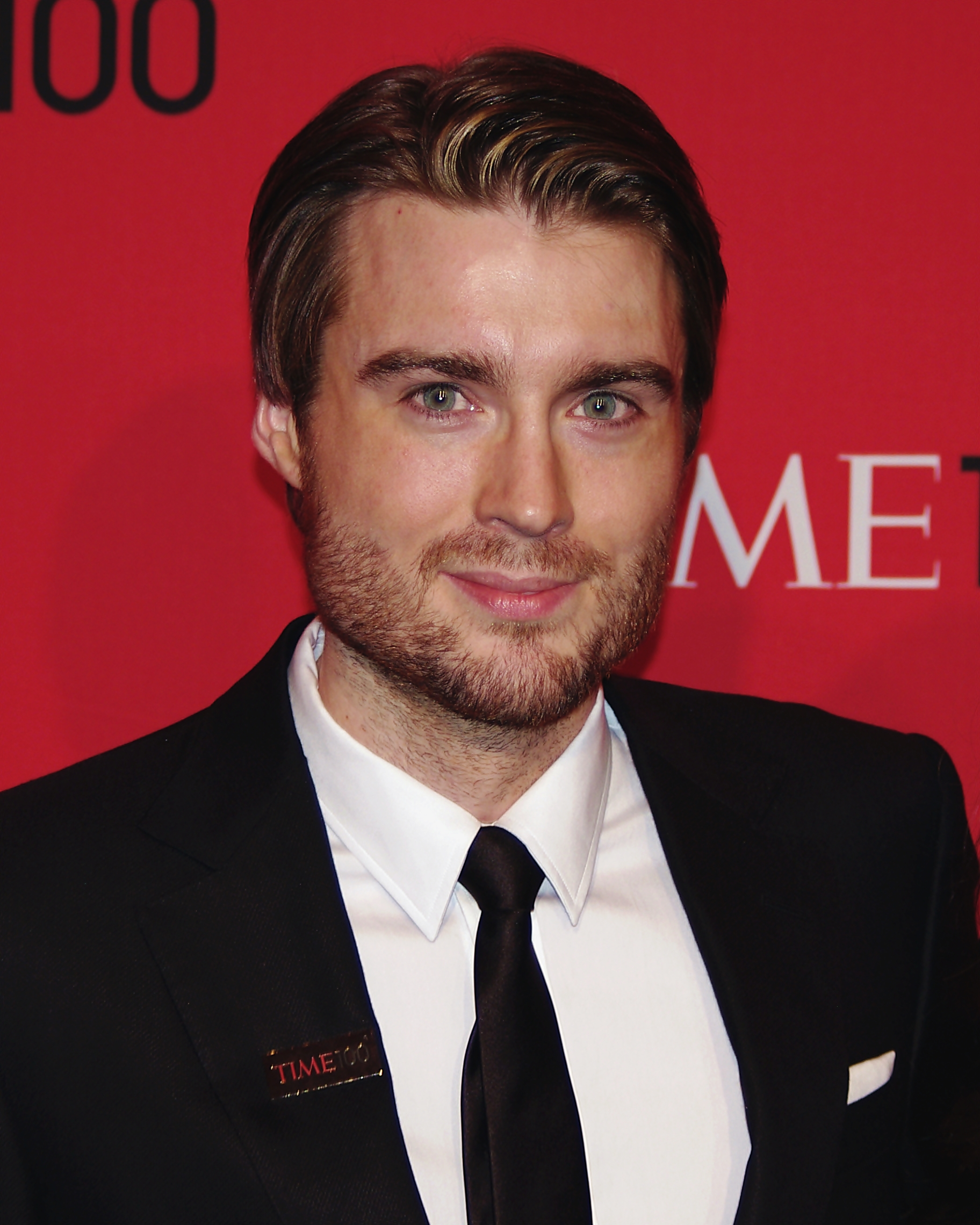
Pete Cashmore (2012)

Mashable ist eine britisch-amerikanische Nachrichten-Website, gegründet von Pete Cashmore im Jahr 2005. Der Fokus der Website fällt auf Neuigkeiten im Social-Media-Bereich.

## Geschichte

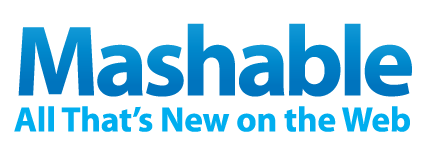
Ehemaliges Logo

Mashable wurde von Pete Cashmore von seinem Haus aus in Aberdeen, in Schottland, im Juli 2005 gegründet. Das englische mashable bedeutet „geeignet zum Mischen“ im Sinne von „zu Brei verrühren“ oder Mashup. Die Time kürte Mashable zu den "25 besten Blogs 2009" (OT: "25 best blogs in 2009"), während die Website als One-Stop-Shop der Social Media beschrieben wird. Im Januar 2016 zählte die offizielle Twitter-Seite über 6.400.000 "Followers" und über 3.340.000 "Fans" auf Facebook. Im November 2017 wurde gemeldet, dass das Portal für 50 Millionen Dollar an Ziff Davis verkauft wird, wobei noch im Jahr 2016 der Wert der Seite auf 250 Millionen Dollar geschätzt wurde. Der Kauf wurde schließlich im Dezember gemeldet.

## Mashable Awards
Am 27. November 2007 starteten Mashable ihre ersten internationalen "Open Web Awards", wobei die besten Online-Gemeinschaften und -Dienste hervorgehoben wurden. Die Wahl fand auf der Website statt. Am 10. Januar 2008 verkündete Mashable im Palace Hotel in San Francisco die Gewinner der ersten Open Web Awards, darunter Digg, Facebook, Google, Twitter, YouTube, ESPN, Cafemom und Pandora.
Die zweite Ausgabe der Open Web Awards war ein internationaler Online-Wettbewerb, der zwischen November und Dezember 2008 stattfand. Die Gewinner der People's-Choice-Kategorie waren Encyclopedia Dramatica, Digg gewann erneut, diesmal in der Social-News-and-Social-Bookmarking-Kategorie, Netlog waren die Gewinner der Mainstream-and-Large-Social-Networks-Kategorie und MySpace Gewinner der Places-and-Events-Kategorie.
Die dritte Ausgabe fand im November und Dezember 2009 statt. Zu den Gewinnern zählten Pandora Radio für die beste Mobile-Music-Site, oder -App, Fish Wrangler für das beste Facebook-Spiel und "Surprise Marriage Proposal in Spain" als das beste YouTube-Video.
Im Jahr 2010 wurden die bisherigen „Open Web Awards“ zu der vierten Ausgabe der „Mashable Awards“ umbenannt. Die Mashable Awards starteten offiziell am 27. September 2010 mit Nominierungen in den Kategorien Best Mobile Game, Best Use of an API, Best Web Video und Most Promising New Company and Entrepreneur of the Year. Gewonnen haben unter anderem Angry Birds, HootSuite in der Kategorie Best Social Media Management Tool, Android als Best Mobile Platform und das iPad als Best Gadget.